# Janowiec (roślina)

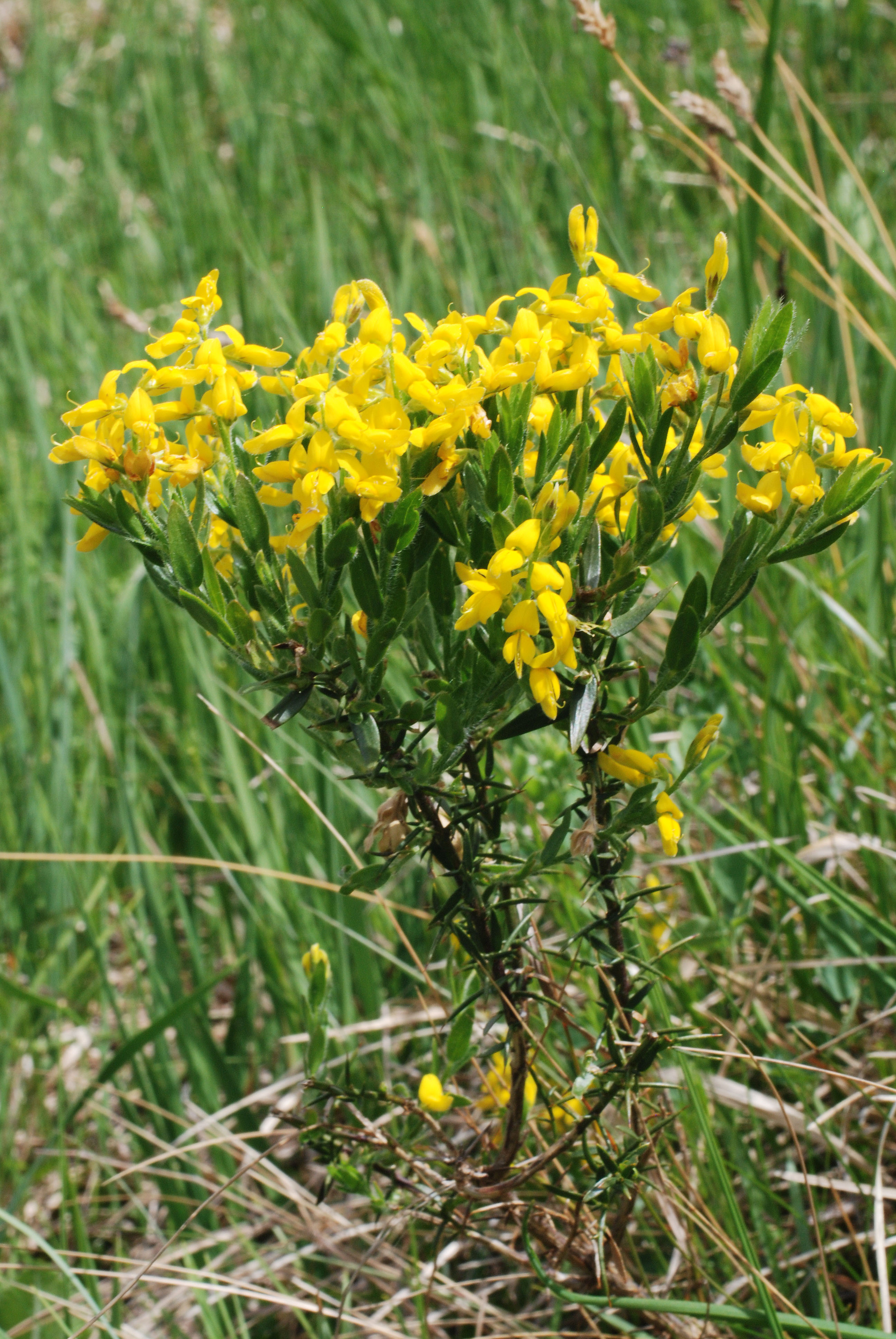
Janowiec ciernisty

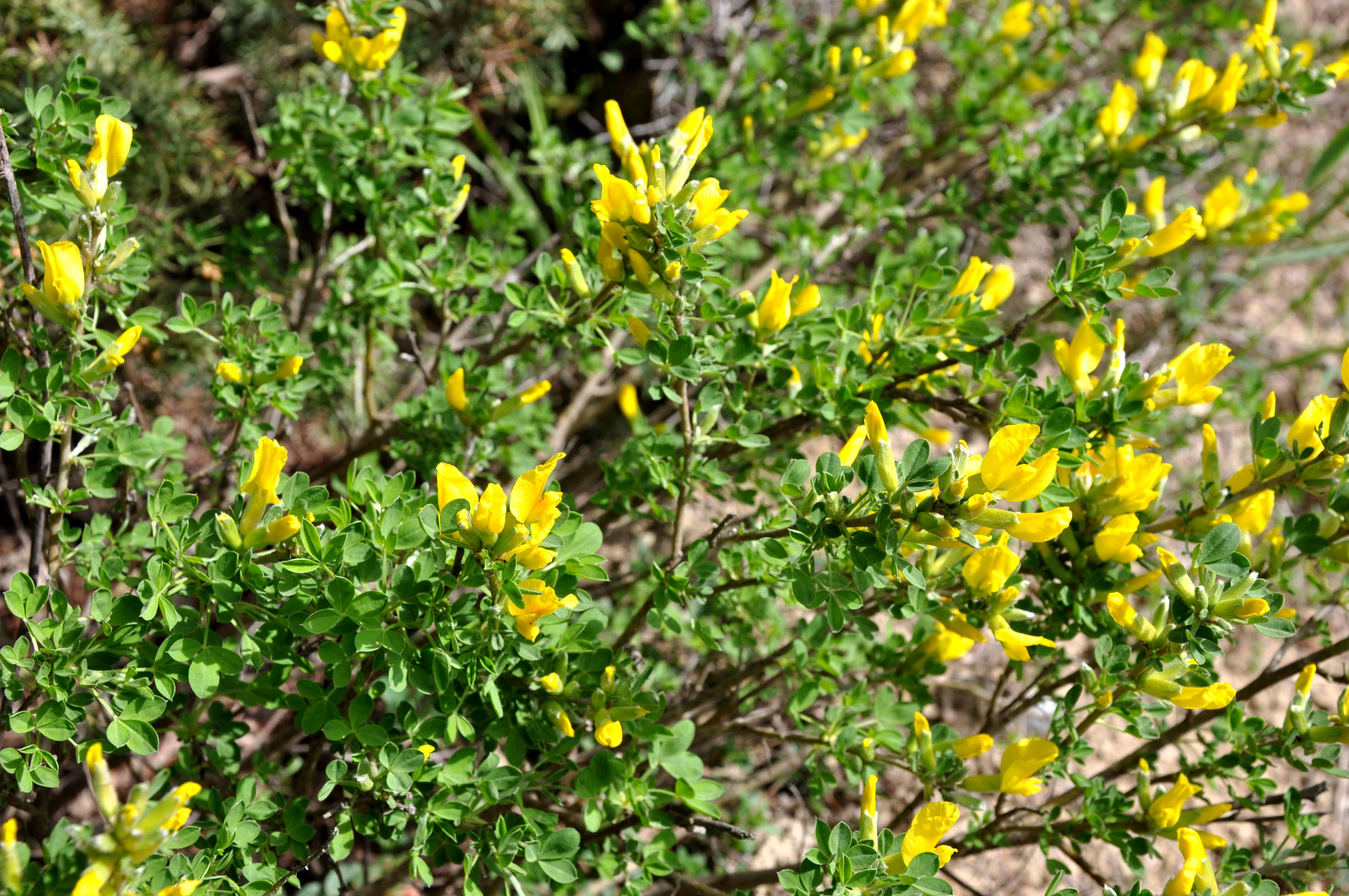
Janowiec włosisty

Janowiec (Genista L.) – rodzaj roślin należący do rodziny bobowatych. Obejmuje w zależności od ujęcia od ok. 90 do ponad 140 gatunków. Największe ich zróżnicowanie jest w basenie Morza Śródziemnego, poza tym występują na obszarach Europy, zachodniej Azji i w północnej Afryce, w tym wyspach Makaronezji. Rosną na terenach skalistych, w formacjach trawiastych i zaroślowych (często w makii), na skrajach lasów, na wybrzeżach i w miejscach zaburzonych. 
Trzy gatunki z tego rodzaju występują jako rodzime w Polsce: janowiec barwierski G. tinctoria, ciernisty G. germanica i włosisty G. pilosa. Przejściowo zawlekany jest janowiec angielski G. anglica, a zadomowionym gatunkiem obcym jest janowiec skrzydlaty Genista sagittalis.
Janowiec barwierski G. tinctoria był ważną rośliną barwierską (uzyskiwano z jego kwiatów barwnik żółty, który mieszany z barwnikiem niebieskim z urzetu barwierskiego Isatis tinctoria dawał kolor zielony). Janowce wykorzystywane były także jako rośliny włókniste, lecznicze, ozdobne (okrywowe i na niskie żywopłoty), olejki eteryczne wykorzystywano do wyrobu perfum, nasiona służyły jako substytut kawy.
Nazwa naukowa rodzaju powstała z łacińskiej nazwy genesta, genista oznaczającej roślinę służącą do wyrobu mioteł (Cytisus). Od tej nazwy z kolei (planta genista) pochodzi nazwa dynastii Plantagenetów.

## Morfologia

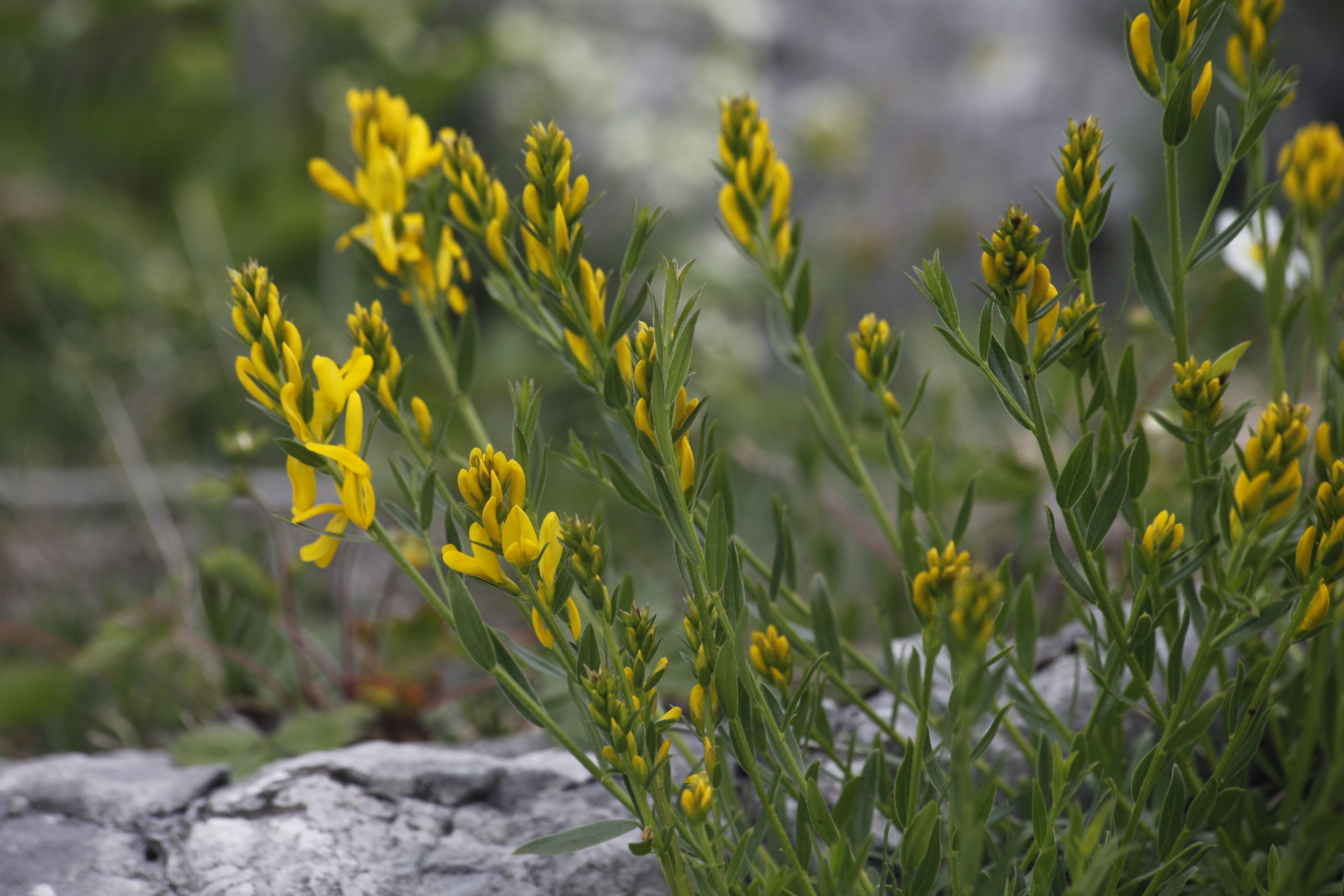
Janowiec barwierski

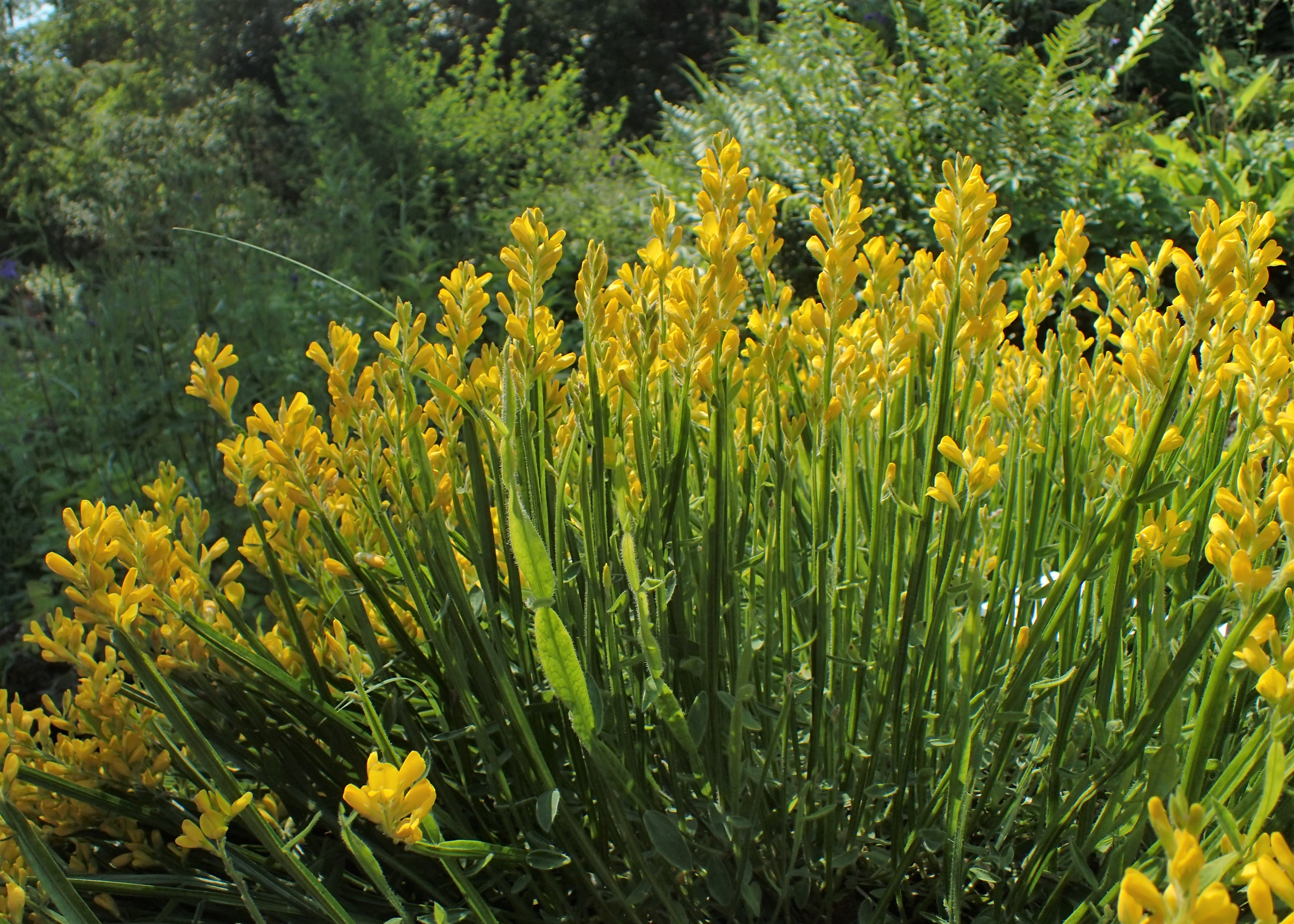
Janowiec skrzydlaty

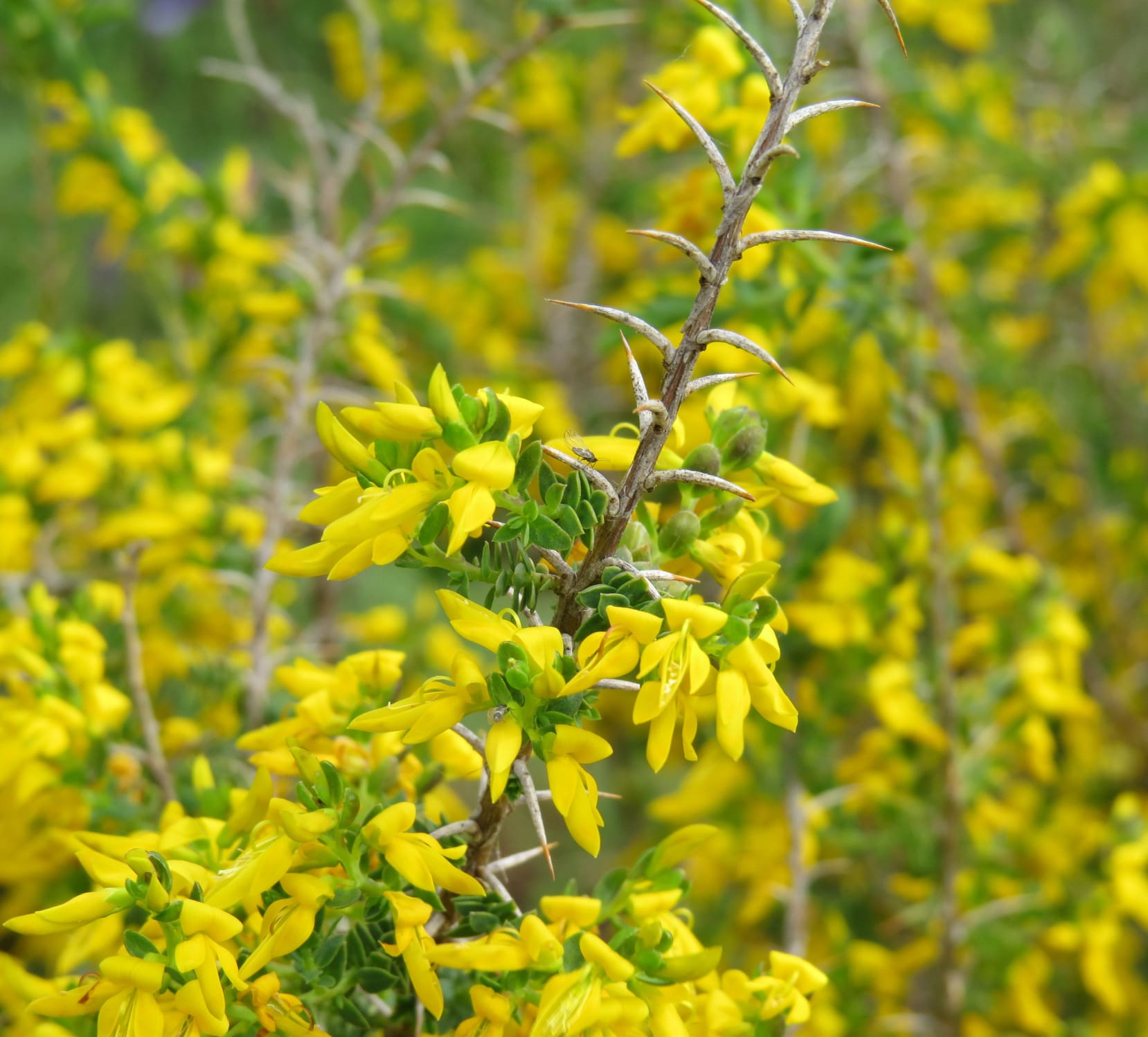
Janowiec angielski

PokrójByliny, krzewy i niewielkie drzewa osiągające do 6 m wysokości. Pędy czasem cierniste, owłosione lub nagie.
LiścieSkrętoległe, sezonowe i w dodatku często odpadające na początku sezonu wegetacyjnego, przez co pędy przez jego znaczną część pozostają nagie. Przylistków brak lub drobne. Blaszka składa się z jednego listka lub jest trójlistkowa.
KwiatyMotylkowe, wyrastają pojedynczo lub skupione po kilka w kątach liści, czasem skupione na końcach pędów w grona. Kielich z 5 nierównymi ząbkami, z czego dwa górne zwykle z ząbkami wydłużonymi. Korona zawsze żółta, z żagielkiem szerokim i wąską łódeczką obejmującą pręciki i słupek. Zwężone nasady (paznokcie) łódeczki i skrzydełek zrośnięte z rurką tworzoną przez zrośnięte nitki pręcików, których jest 10. Słupek pojedynczy, z jednego owocolistka, z górną zalążnią zawierającą kilka zalążków. Szyjka słupka długa, znamię główkowate.
OwoceStrąki zwykle podługowate, równowąskie, nagie lub owłosione, zawierające zwykle kilka nasion, nierzadko tylko jedno lub dwa.

## Systematyka
Pozycja systematyczna

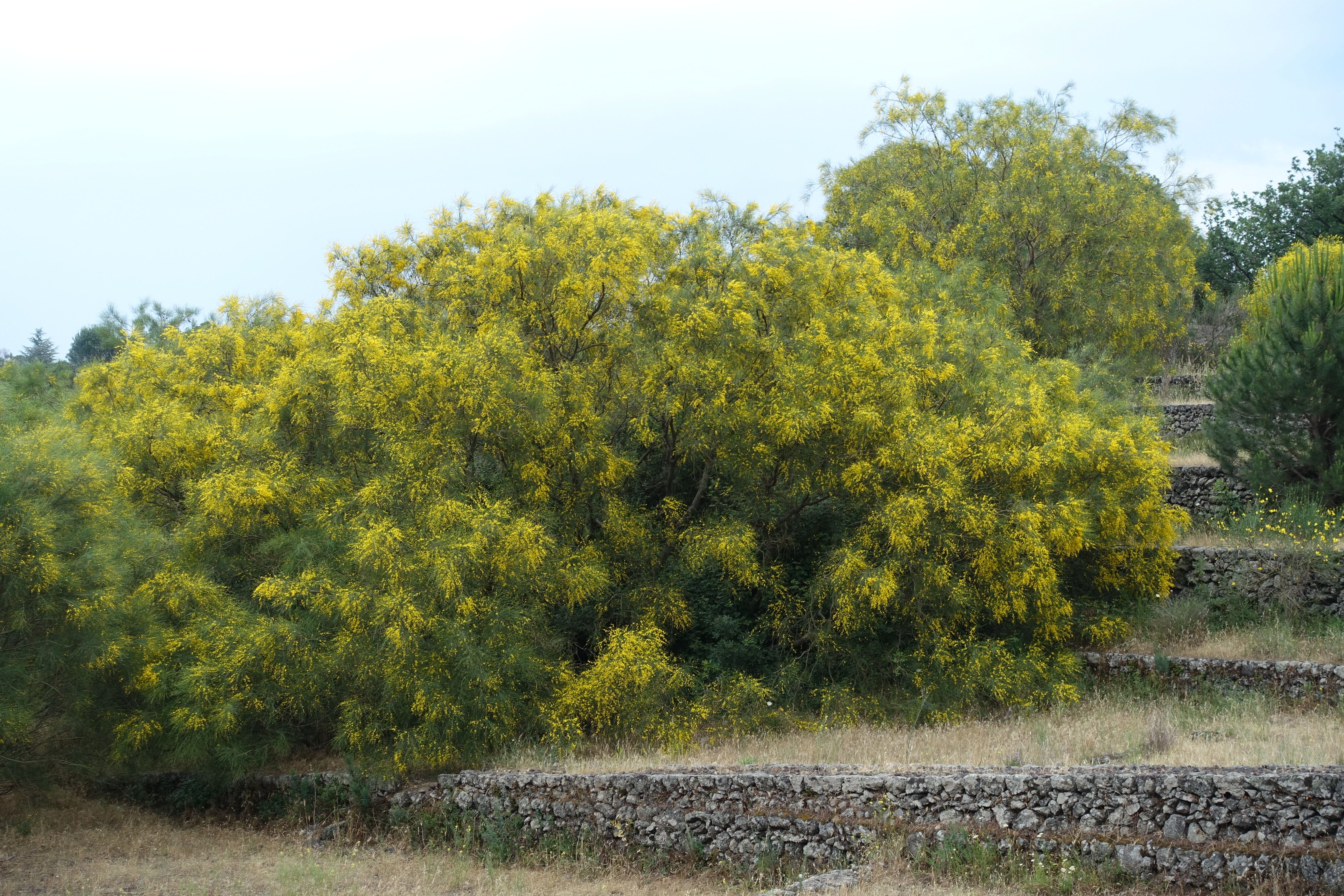
Janowiec etneński

Jeden z rodzajów podrodziny bobowatych właściwych Faboideae z rodziny bobowatych Fabaceae s.l. W obrębie podrodziny należy do plemienia Genisteae.
Wykaz gatunków
- Genista abchasica Sachokia
- Genista acanthoclada DC.
- Genista aetnensis (Biv.) DC. – janowiec etneński
- Genista albida Willd.
- Genista × altoportillensis Egido & Puente García
- Genista amana Rech.f.
- Genista anatolica Boiss.
- Genista ancistrocarpa Spach
- Genista anglica L. – janowiec angielski
- Genista angustifolia Schischk.
- Genista arbusensis Vals.
- Genista aristata C.Presl
- Genista × arizagae Elorza, Patino, Urrutia & J.Valencia
- Genista artwinensis Schischk.
- Genista × aseginolazae Elorza, Retamero, E.Miguel, Patino, Urrutia & Valencia
- Genista aspalathoides Lam.
- Genista aucheri Boiss.
- Genista ausetana (O.Bolòs & Vigo) Talavera
- Genista balearica Porta & Rigo
- Genista berberidea Lange
- Genista bocchierii Bacch., Brullo & Feoli Chiapella
- Genista brutia Parl. ex Huter, Porta & Rigo
- Genista burdurensis P.E.Gibbs
- Genista cadasonensis Vals.
- Genista canariensis L.
- Genista capitellata Coss. & Durieu
- Genista carinalis Griseb.
- Genista carpetana Leresche ex Lange
- Genista cephalantha Spach
- Genista cilentina Vals.
- Genista cinerascens Lange
- Genista cinerea (Vill.) DC.
- Genista clavata Poir.
- Genista compacta Schischk.
- Genista corsica (Loisel.) DC.
- Genista csikii Kümmerle & Jáv.
- Genista cupanii Guss.
- Genista demarcoi Brullo, Scelsi & Siracusa
- Genista depressa M.Bieb.
- Genista desoleana Vals.
- Genista dorycnifolia Font Quer
- Genista dracunculoides Spach
- Genista ephedroides DC.
- Genista falcata Brot.
- Genista fasselata Decne.
- Genista ferox (Poir.) Dum.Cours.
- Genista flagellaris Sommier & Levier
- Genista florida L.
- Genista × fritschii Rech.
- Genista fukarekiana Micevski & E.Mayer
- Genista gasparrinii (Guss.) C.Presl
- Genista germanica L. – janowiec ciernisty
- Genista haensleri Boiss.
- Genista halacsyi Heldr.
- Genista hassertiana (Bald.) Buchegger
- Genista hirsuta Vahl
- Genista hispanica L.
- Genista holopetala (Fleischm. ex W.D.J.Koch) Bald.
- Genista humifusa L.
- Genista hystrix Lange
- Genista ifniensis Caball.
- Genista insularis Bacch., Brullo & Feoli Chiapella
- Genista involucrata Spach
- Genista januensis Viv.
- Genista kepenensis Yild.
- Genista kolakowskyi Sachokia
- Genista legionensis (Pau) Laínz
- Genista libanotica Boiss.
- Genista linifolia L.
- Genista lobelii DC.
- Genista longipes Rouy
- Genista lydia Boiss.
- Genista maderensis (Webb & Berthel.) Lowe
- Genista madoniensis Raimondo
- Genista majorica Cantó & M.J.Sánchez
- Genista × martini Verg. & Soulié
- Genista mezzumarensis Coulot & Rabaute
- Genista michelii Spach
- Genista micrantha Ortega
- Genista microcephala Coss. & Durieu
- Genista microphylla DC.
- Genista millii Heldr. ex Boiss.
- Genista mingrelica Albov
- Genista monspessulana (L.) L.A.S.Johnson
- Genista morisii Colla
- Genista mugronensis Vierh.
- Genista nissana Petrovic
- Genista × norpalentina J.M.Aparicio, Pérez Dacosta, Uribe-Ech. & Urrutia
- Genista numidica Spach
- Genista nuragica Bacch., Brullo & Giusso
- Genista obtusiramea J.Gay ex Spach
- Genista osmarensis Coss.
- Genista ovina Bacch., Brullo & Feoli Chiapella
- Genista paivae Lowe
- Genista parnassica Halácsy
- Genista patens DC.
- Genista pichisermolliana Vals.
- Genista pilosa L. – janowiec włosisty
- Genista polyanthos R.Roem. ex Willk.
- Genista × prestameroi Elorza, Retamero, E.Miguel, Patino, Urrutia & Valencia
- Genista provincialis Coulot, Rabaute & Rebuffel
- Genista pseudopilosa Coss.
- Genista pulchella Vis.
- Genista quadriflora Munby
- Genista radiata (L.) Scop.
- Genista ramosissima (Desf.) Poir.
- Genista × rivasgodayana J.Andrés & Llamas
- Genista sagittalis L. – janowiec skrzydlaty, janowczyk skrzydlaty
- Genista sakellariadis Boiss. & Orph.
- Genista salzmannii DC.
- Genista sanabrensis Valdés Berm., Castrov. & Casaseca
- Genista sandrasica Hartvig & Å.Strid
- Genista sardoa Vals.
- Genista scorpius (L.) DC.
- Genista segonnei (Maire) P.E.Gibbs
- Genista × segurae Uribe-Ech.& Urrutia
- Genista sericea Wulfen
- Genista sessilifolia DC.
- Genista sibirica L.
- Genista silana Brullo, Gangale & Spamp.
- Genista spachiana Webb
- Genista spartioides Spach
- Genista spinulosa Pomel
- Genista splendens Webb & Berthel.
- Genista stenopetala Webb & Berthel.
- Genista suanica Schischk. ex Grossh.
- Genista subcapitata Pancic
- Genista subsericans (Bornm.) Rech.f.
- Genista sulcitana Vals.
- Genista sylvestris Scop.
- Genista taurica Dubovik
- Genista tenera (Jacq. ex Murray) Kuntze
- Genista teretifolia Willk.
- Genista tetragona Besser
- Genista tinctoria L. – janowiec barwierski
- Genista toluensis Vals.
- Genista tournefortii Spach
- Genista triacanthos Brot.
- Genista tribracteolata (Webb) Pau
- Genista tricuspidata Desf.
- Genista tridens (Cav.) DC.
- Genista tridentata L.
- Genista tyrrhena Vals.
- Genista ulicina Spach
- Genista umbellata (L'Hér.) Poir.
- Genista unalii Dinç & Bagci
- Genista × uribe-echebarriae Urrutia
- Genista valsecchiae Brullo & De Marco
- Genista verae Juz.
- Genista versicolor Boiss.
- Genista vuralii A.Duran & Dural
- Genista willingii Kit Tan & Ziel.